# Крим (Ростовська область)
Крим або Топті (вірм. Թոփտի) — село у М'ясниковському районі Ростовської області, Росія. Утворює Кримське сільське поселення М'ясниковського району. Населення — 5829 осіб.

## Географія
Село розташоване на річках Хавали і Мокрий Чалтирь, поблизу районного центру Чалтира (з півночі примикає до нього).

## Історія
Засноване в 1779 році вірменами, вигнаними з Криму за наказом Катерини II й назване ними на честь колишнього місця проживання.
Крим сполучений з Ростовом автобусом та маршрутним таксі.

## Пам'ятки
- Музей села Крим. У музеї села можна познайомитися з історією, життям і побутом Анійської гілки вірменської нації[1];
- Діюча вірменська церква Св. Христа Спасителя (вірм. Սուրբ Ամենափրկիչ, Сурб Аменапркич). Храм Аменапркіч (Христа Спасителя) було споруджено наприкінці XIX — початку XX сторіч. У 1996 році була відремонтована колгоспом імені Лукашина. За своєю архітектурою церква належить до типу купольних базилік Вірменії. До церкви прибудована дзвіниця, що закриває частину західного фасаду молитовного залу[2].
- Пантеон Слави — монумент пам'яті односельців, загиблих в роки німецько-радянської війни[3]. У споруджений монумент входить скульптурна група і напівкругла будівля пантеону, зроблена із рожевого туфу. На скульптурній групі схилила голову літня жінка. Лівою рукою вона зачіпає онука, правою рукою — невістку.
- Церква Сурб-Саркіс була закладена при заснуванні села. Була відома своєю пишністю й багатим оздобленням. У 1960-ті роки була зруйнована[4].
- Парк 60-річчя Перемоги;
- Пам'ятник В. І. Леніну[5]. Скульптура вождя встановлена на високому постаменті. Ленін зображений в положенні стоячи із зігнутою правою рукою. Скульптура пофарбовані срібною фарбою;
- Джерело «Мец-Чорвах» (Велике джерело) свого часу визначило місце заснування майбутнього села. У вірмен багатовіковою традицією є культ води. У їхньому фольклорі джерела річок охороняються вишапами — драконами. Особливо шанується язичницька берегиня води богиня Нар.

## Люди
В селі народився Катарян Татеос Каверкович (1905—1967) — радянський вчений у галузі фізіології винограду.